# Normopatía
Normopatía, en psicodinámica, la normopatía designa la tendencia a conformarse excesivamente a las normas sociales del comportamiento sin atreverse a expresar la subjetividad propia. Esta personalidad ha sido descrita por los psicoanalistas Joyce McDougall (normópata) y Christopher Bollas (personalidad normótica). Bollas la describe como “la atenuación y finalmente la desaparición de la subjetividad, en favor de un yo concebido como un objeto material entre los otros productos humanos” El psicoanalista Christophe Dejours relaciona la noción de normopatía a la de ‘banalidad del mal’ desarrollado por la filósofa Hannah Arendt a propósito de Adolf Eichmann, el organizador de la deportación de judíos durante la Segunda Guerra Mundial.
Guinsberg define al normópata como “aquel que acepta pasivamente por principio todo lo que su cultura le señala como bueno, justo y correcto no animándose a cuestionar nada y muchas veces ni siquiera a pensar algo diferente, pero eso sí a juzgar críticamente a quienes lo hacen e incluso condenarlos o a aceptar que los condenen (algo muy similar a lo que política y socialmente se conoce como mayoría silenciosa).”
La normopatía es la forma nueva de la desubjetivación: naturalizada, normalizada, finalizada con el objetivo de aceptar como “naturales” los procesos sociales. Su lenguaje, su pensamiento, su comportamiento normado en vista del resultado y la eficacia, han perdido todo poder de contestación. Los normópatas, tal como los concibe David Pavón-Cuéllar, manifiestan la unidimensionalidad estudiada por Herbert Marcuse y resultan de la enajenación del sujeto y la automatización del capitalismo sobre las que ya alertara Karl Marx.